# Ballade à la grosse Margot
La Ballade à la grosse Margot est une ballade du XVe siècle, écrite par François Villon et insérée dans son Testament. Elle est célèbre pour son caractère explicite et scatologique.
Cette ballade présente Margot dans une scène pornographique, comme une travailleuse du sexe dont le narrateur serait le proxénète, et qui, de grosse corpulence, l'écraserait de son poids et ferait de lui sa victime.
Le personnage et la ballade sont considérés comme des exemples des renversements qu'effectue Villon par rapport à la poésie d'amour courtois et aux normes morales de son époque. Margot et la ballade sont plus largement perçues comme annonçant la modernité par rapport au Moyen Âge. Bien qu'elle soit novatrice sur de nombreux aspects, y compris dans la représentation des femmes dans l'art, la ballade reste marquée par une misogynie très importante. Son sujet et sa morale ont suscité de nombreuses analyses et commentaires et ont contribué à forger l'image d'un Villon révolté et mauvais garçon. Elle a inspiré de nombreux artistes comme Théodore de Banville ou Bertolt Brecht.

## Description
Cette pièce comporte une introduction, un développement en trois strophes et un envoi.
L'introduction est un huitain en octosyllabes dans lequel le poète lègue une ballade à une ancienne  amoureuse Margot. Elle tranche, par sa composition (octosyllabes) et son temps du récit (la relation amoureuse est ancienne) avec le reste de la ballade, ce qui témoigne sans doute que Villon a composé la ballade avant Le Testament :

« Item, à la grosse Margot,

Très doulce face et pourtraicture,

Foy que doy Brelare Bigod,

Assez devote creature.

Je l’ayme de propre nature,

Et elle moy, la doulce sade.

Qui la trouvera d’adventure,

Qu’on luy lise ceste Ballade. »

Villon ne donne pas la ballade à Margot mais demande plutôt à ce qu'on la lui lise, probablement après sa mort.
Le titre - Ballade de Villon et de la grosse Margot -  est une invention de Clément Marot lors de son édition du Testament de 1533. Il a pour fonction d'expliquer le contexte de la ballade et s'appuie sur l'une des illustrations de l'édition de 1489 portant la légende «La grosse Margot».
Le développement est constitué de trois dizains décasyllabiques à structure de rimes identique (ABABBCCDCD) avec refrain:

« En ce bourdel où tenons nostre estat. »

 Margot y est décrite comme une travailleuse du sexe par l'auteur, qui se met dans le rôle d'un proxénète. On assiste à la vie du bordel, une dispute entre Margot et Villon puis une réconciliation signalée par un pet de Margot et une scène d'amour où Margot, de forte corpulence, le surplombe, et le « terrasse ». Villon pense la ballade comme une pièce de théâtre, où chaque strophe est un acte, l'ensemble se développant selon un rythme dramatique classique : amour-haine-amour ou équilibre-tempête-équilibre. Le présent d'habitude laisse supposer le caractère permanent de cette articulation jour après jour,. Poiron voit la première strophe comme celle de la complicité, la seconde celle du conflit et la troisième celle de la réconciliation, Zreczny y décèle l'étape de la mise en situation, la description d'une échauffourée, puis la scène d'amour pornographique et Kuhn note une évolution dans les relations  avec les relations extérieures avec les clients, la dispute entre les deux protagonistes puis l'intimité du lit et y note aussi une évolution dans le langage, celui des échanges commerciaux, puis celui des injures et des coups, pour finir par celui du corps.
L'envoi est constitué de 7 décasyllabes de rimes CCCDCCD reprenant le même refrain. À vocation moralisatrice, il interpelle le lecteur chargé de juger les deux personnages et semble faire l'apologie de l'ordure

« Ordure amons, ordure nous affuyt »

 comme une profession de foi.

## Analyse

### Parodie de l'amour courtois et inversion des valeurs
Villon a choisi pour sa ballade le genre de la «sotte chanson». Ce genre, assez en vogue depuis le XIVe siècle, consiste à parodier la chanson courtoise en inversant son message et en la tournant en dérision. Pour ce faire, il s'agit de remplacer la dame idéalisée du premier genre, par une créature que l'on s'évertue à rendre abjecte et triviale. Le poète renverse ainsi de nombreuses valeurs traditionnelles avec le personnage de Margot et ce poème,[réf. incomplète].
Le début du poème respecte les codes de la chanson courtoise,: il s'agit d'une femme aimée, belle et douce, à laquelle on veut rendre hommage et que l'on veut admirer et servir, mais rapidement, la belle devient une prostituée et le château un bordel. La composition même est une version pervertie de la chanson courtoise: mise en situation - combat en l'honneur de la belle - satisfaction de la paix retrouvée. L'idéal courtois est mis à bas : pour accéder au lit de la belle, inutile de faire la cour ou de lui dédier des exploits, il suffit de payer. Le vocabulaire d'un amour idéalisé est remplacé par une description plus crue et obscène des relations amoureuses.
En plus de montrer une scène pornographique qui légitime la prostitution et dédier une chanson d'amour à une travailleuse du sexe, placée au rang de la noblesse recevant les poèmes amoureux, il est possible que la ballade représente Margot enceinte au moment de l'acte sexuel, ce qui est particulièrement mal vu dans la société où évolue Villon :

« Et, au reveil, quand le ventre luy bruyt,

Monte sur moy, que ne gaste son fruit. »

Cette ballade permet à Villon de faire l'apologie de l'« ordure » au sens littéral, puisque Margot s'exprime par des pets nauséabonds dans une sorte de récit scatologique.
Il semble que le poème renvoie aussi une nouvelle forme de relativisme moral propre au poète dans ces deux vers, 

« Lequel vault mieux, chascun bien s’entresuit.

L’ung l’autre vault : c’est à mau chat mau rat. »

qui font écho à d'autres interrogations que Villon pose dans Le Testament et qui cherchent à remettre en question le rang moral et vertueux où sont placés ses personnages[réf. incomplète].
Cette critique de l'idéal courtois qui, au temps de Villon, commence à être un peu passé de mode, est aussi une opposition entre deux mondes, celui des cours et des nobliaux et celui de la ville et des étudiants. C'est également l'occasion de présenter un système de valeurs plus réaliste, privilégiant l'harmonie dans le couple , fût-il constitué d'une prostituée et son souteneur, couple  dont le rôle social a sa raison d'être.
Roger Dragonetti décrit les derniers vers de la ballade en notant l'harmonie qui y naît :  

« De même, le nom de Villon, régénéré par la Vierge-Mère, et qu'on retrouve également fragmenté en acrostiche dans la Ballade de la Grosse Margot, semble n'être là que pour exorciser, dans une sorte d'union monstrueuse, le fantasme satanique du ventre maternel de la création.
Car il faut bien voir que toute la fin de la Ballade (troisième strophe et Envoi) transfigure l'ordure ou l'abjection en effet d'harmonie qui ressemble, sinon à une rédemption, du moins à une sorte d'accord dont le rythme intègre dans un espace "pacifié" le bruit du nom de la honte : "Puis paix se fait et me fait un gros pet" (1611). »

### Vision de la femme
Villon se présente fréquemment, dans Le testament, comme un homme malmené par les femmes, amoureux éconduit par des femmes cruelles. Pour lui, la femme exempte de reproche décrite dans les romans d'amour courtois n'existe pas. Dans leurs relations avec les hommes, elles sont «paillardes» et «ordures» et méritent les mauvais traitements qu'elles subissent. Il en dresse un portrait très souvent fortement sexualisé.
Dans la ballade de la Grosse Margot, Villon exprime une misogynie très important. Il force le trait, se présente comme amoureux et esclave d'une femme énorme qui l'écrase au sens propre et au sens figuré mais dont il se venge en la battant.
Kuhn, cependant, à l'éclairage de l'envoi, qui renvoie dos à dos les deux protagonistes « L'ung vaut l'autre, c'est a mau chat mau rat » voit une autre morale. Le portrait repoussant de Margot que dépeint Villon ne serait qu'une provocation destinée à  questionner le lecteur:  au delà de la valeur morale, il faut admettre que l'amour et l'harmonie peuvent naitre dans n'importe quel milieu.
Marie Many, quant à elle, inscrit cette ballade dans une tentative de Villon de réguler  l'image de la femme en un juste milieu entre la prostituée et la femme noble mythologique.

### Le prénom Margot
Ce prénom est choisi à dessein par Villon pour son sens péjoratif, signifiant « pie, femme bavarde, de mauvaises moeurs ».
Il semble assuré que le personnage de Margot n'existe pas réellement, mais il a existé, du temps de Villon, une taverne parisienne dont l'enseigne était  « La grosse Margot ».
Rouben Cholakian analysant la technique consistant à faire pointer le nom d'un objet vers une personne, cite cette ballade comme exemple emblématique  : 

« L'exemple le plus illustre de cette pratique apparaît dans La Grosse Margot (1583). S’adresse-t-il à la femme ou au signe de la taverne qui porte son nom ? Offre-t-il la taverne à la taverne, le signe de retour au signe ? Signifiant et signifié, texte et événement deviennent inextricablement liés, tandis que le testateur semble réifier la femme et humaniser la place. Le testateur révèle dans cette commutation des « signes » le besoin de distance que le poème exprime. »

### Réification des personnages et des situations
Kuhn signale combien la balade est ancrée dans le monde des objets et le concret (vêtements, nourriture, besoins à satisfaire). Cette réification va jusqu'à la concrétisation de concepts (les biens sont des vêtements, la paix est signée par un pet) et la transformation des personnages en marionnettes s'agitant dans un théâtre-laboratoire.
Pour Ezra Pound, cela correspond à  la « présentation villonienne » de la réalité, où l'auteur présente le monde « tel qu'il le perçoit, crû ». Elle décrit cette pratique ainsi : 

« Cela signifie la constatation des faits. Cela présente. Cela ne commente pas. C’est aussi communicatif que la Nature. C’est aussi incommunicatif que la Nature. Cela se lave les mains des théories. »

La nudité de Margot et de Villon est l'un des passages des œuvres villoniennes où apparaît l'image de la nudité comme « dépouillement fondamental de l'être humain » et comme « retour à l'animalité »,[réf. incomplète].
L'envoi où il est demandé au lecteur de porter un jugement sur les deux amants contribue à les objectiver en tant que sujet d'étude.

### Le bordel-état
«Tenir son estat», en français médiéval, a plusieurs sens. Il peut signifier «vivre, se conduire conformément à sa condition» mais il peut aussi avoir le sens plus noble  de «tenir sa cour», «prendre résidence officielle» et concerne alors les personnages royaux. Kuhn voit donc dans l'usage de ce terme, une volonté de Villon de présenter son bordel comme son royaume. Ce royaume serait alors décrit par Villon avec son fonctionnement, ses relations commerciales, ses conflits internes mais aussi son ordre juste et harmonieux.
Villon se place ainsi dans la position du héros, dont la demeure métaphorique est désormais un bordel, rendu respectable.
Le bordel apparaît aussi comme une métaphore d'un monde  dans lequel la chair s'achète et se vend et où le  pouvoir de l'argent peut vicier les relations d'un couple.

### Relations avec d'autres textes duTestament
Pour Janis L. Pallister, ce qui est à remarquer, davantage que le caractère sexuel de la ballade, c'est avant tout le décalage villonnien fréquent dans le Testament entre le « très vulgaire et l'élévation ». Cette ballade est ainsi souvent mise en relation avec d'autres pièces du Testament visant tantôt le très bas, tantôt le très haut:   les pièces concernant la belle Heaulmière, Les Contredictz de Franc-Gontier et la Ballade pour prier Notre Dame
La belle Heaulmière, ancienne courtisane ou prostituée, serait le pendant de Margot, une version vieillie et assagie présentant ses regrets et dispensant sa sagesse aux filles de joie.
Dans Les contredictz, on retrouve la même interrogation sur quelle serait la meilleure façon de vivre, la même importance accordée à la nourriture et au vin, une relation sexuelle entre une personne corpulente et son (ou sa) partenaire, le même désir de Villon de renverser le discours attendu dans un écrit ironique. Ces deux textes  s'opposent et se complètent par le sens et s'écartent par l'intention.
La Ballade pour Prier Notre Dame recèle de troublantes similitudes avec la Ballade de la grosse Margot : même composition en décassyllabes et même composition des rimes, même signature acrostiche Villon(e). Les deux refrains ont des formes très semblables (En ceste foy je vueil vivre et mourir./ En ce bourdel où tenons nostre estat.). Les mêmes thématiques sont reprises dans des registres différents : le pain et le vin (eucharistie/taverne), service d'adoration (envers Marie/envers Margot), une maternité (celle de la Vierge/fruyt de Margot), la mort du christ (rédemption/juron dans un bagarre), femme illettrée (la mère de Villon/Margot). Villon oppose Margot à Marie  et subvertit ainsi les valeurs chrétiennes aussi prônées dans l'ouvrage, la travailleuse du sexe remplace la Vierge. Margot est aussi une représentation symbolique particulièrement importante chez Villon, qui semble la lier avec la figure de sa propre mère. Dufournet  voit  dans La Ballade de la grosse Margot, une version pervertie de la Prière à Notre Dame destinée à ouvrir  la dernière partie du Testament consacrée aux pièces burlesques, un désir de substituer  à la mort tragique la mort burlesque. Siciliano, quant à lui, rejetant l'idée d'un Villon qui «riz en pleur» imagine plutôt un Villon tantôt léger et iconoclaste capable d'écrire la Ballade de la grosse Margot (plutôt dans sa jeunesse) tantôt mélancolique et repentant capable d'écrire la prière à Notre Dame (vers la fin de sa vie).

### Maniement de la langue
Dans cette ballade Villon présente un style éclaté, privilégiant une forme théâtrale avec jurons et interpellation du lecteur. Écrite sous forme d'une farce, selon un usage assez courant chez les escholiers de l'époque, elle comporte un vaste éventail de niveaux de langue, allant de l'obscène et le scatologique, au style plus érudit avec citation en latin et allusion à la langue anglaise, en passant par le prosaïque et le populaire. Villon utilise fréquemment des formes symétriques («Je suis paillard, la paillarde me suit», «Ordure amons, ordure nous affuyt», «Nous deffuyons honneur, il nous deffuyt» associées parfois au calembour «Puis paix se faict, et me lasche ung gros pet», tantôt pour insister tantôt pour opposer.
L'interprétation en est rendue compliquée par l'utilisation fréquente des mots à double-sens, les contre-vérités, la parodie, l'antiphrase et le calembour. Kuhn signale ainsi le sens ambigü du terme fruit (organe génital, plaisir à satisfaire, ou enfant à naitre), du terme jambot (cuisse ou membre viril), des termes «faire bruit» ou «faire la paix» qui peuvent signifier «faire l'amour», «aller au vin» peut aussi signifier «se saouler». L'usage fréquent du contredit et du sarcasme brouille le discours si bien que l'on ne sait pas si Villon est seulement provocateur ou sincère quand il prône l'amour de l'ordure
L'envoi final comporte en acrostiche la signature «Villon». De nombreux poèmes de Villon sont ainsi signés en acrostiche avec parfois des lettres supplémentaires (Villon+ E, Villon + S, Villon + P). Cependant, Uitti, incluant le refrain dans l'acrostiche - ce qui n'est pas l'usage chez Villon -  y voit une signature au féminin, ce qui pourrait signaler un mélange des genres .

## Postérité
Le caractère scatologique et provocateur de cette ballade en fait une des pièces de Villon les plus commentées,[réf. incomplète].
On sait que cette pièce a eu une vie propre indépendante du testament puisqu'elle parait dans le manuscrit de Rohan en compagnie d'autres poèmes et qu'elle est présente dans des recueils de collectionneurs de ballades dès 1460. Elle a fait partie de ses pièces les plus populaires. Elle devait être connue et appréciée chez les escholiers mais aussi chez les érudits car on en a trouvé un exemplaire dans la bibliothèque de Jean II de Bourbon.
Comme toute l'œuvre de Villon, sa notoriété subit une éclipse à l'avènement des poètes de la Pléiade et ce jusqu'au XIXe siècle. Villon et sa ballade sont célébrés par Théophile Gautier dans ses Grotesques (1843). Il l'apprécie pour son mélange de trivial et de tragique. Mais s'il fait de la ballade une critique élogieuse admirant la manière dont Villon a su décrire une « ribaude gorgée de viande et de vin, saoule et débraillée, furieuse, qui crie et hurle, et entremêle ses caresses immondes de baisers avinés et de hoquets hasardeux », il ne la présente pas dans son intégralité par bienséance car « le cant et la décence de la langue française moderne repoussent les libertés et les franches allures de sa vieille sœur gauloise ». Ce même refus apparait chez Blaise Cendrars. L'avis sur Villon à cette époque est très partagé, honni par certains, ignoré par d'autres, il semble surtout apprécié par les poètes plus marginaux à tendance révolutionnaire pour son caractère subversif. La Ballade de la Grosse Margot contribue à peindre une vision fantasmée du Paris du XVe siècle et celle de Villon, enfant de Paris, « se battant avec sa ribaude au fond d’un bouge de la Cité ». Théodore de Banville consacre un poème en hommage à la Margot de Villon. En Angleterre, c'est pour des raisons analogues que la Grosse Margot est l'un des premiers poèmes de Villon traduit par Algernon Swinburne, séduit par l'exaltation du vice présente dans l'envoi, la ballade flattant son goût pour la provocation et l'algolagnie. James Joyce et Oliver St John Gogarty s'influencent mutuellement à son propos en en discutant[source insuffisante].
C'est ce même Villon révolutionnaire qui est célébré par les auteurs reprenant, traduisant ou adaptant la Grosse Margot au début du XXe siècle. Bertolt Brecht l'adapte dans la Zuhälter Ballade (ballade du souteneur) de son Opéra de  quat'sous. Le poète hongrois Attila József en fait une traduction libre en 1929 qui lui vaut d'être poursuivi par le pouvoir pour atteinte aux bonnes mœurs. Mais c'est en réalité le poète révolutionnaire que le pouvoir visait à travers cette action. Le poète lituanien Sigitas Geda (en), qui se trouve en parenté de pensée avec Villon sur la mort et le péché, consacre deux poèmes à la grosse Margot dans son recueil en hommage à Villon Mėnulio žiedai: eilėraščiai (Fleurs nocturnes : poèmes - 1977) .
Le caractère très explicite de l'œuvre a inspiré de nombreux illustrateurs de Villon
parmi lesquels on peut citer Andreas Paul Weber (en) (1939 et 1953), Gertrude Degenhardt (en), Albert Dubout,, André Collot, ...
Ce poème a été mis en musique par Lino Léonardi et interprété par Monique Morelli en 1974. Il en existe également une version pour soprano et ténor de Terje Bjørn Lerstad (no) dans son œuvre Francois Solaire de 1985.